# Sarabjot Singh
Sarabjot Singh (Ambala, 30 de septiembre de 2001) es un deportista indio que compite en tiro, en la modalidad de pistola. Participó en los Juegos Olímpicos de París 2024, obteniendo una medalla de bronce en la prueba de pistola 10 m mixto (junto con Manu Bhaker).

## Palmarés internacional
| Juegos Olímpicos | Juegos Olímpicos | Juegos Olímpicos  | Juegos Olímpicos   |
| Año              | Lugar            | Medalla           | Prueba             |
| ---------------- | ---------------- | ----------------- | ------------------ |
| 2024             | París (Francia)  | Medalla de bronce | Pistola 10 m mixto |